# Малое Мамлеево
Малое Мамлеево — село в Лукояновском районе Нижегородской области. Входит в Тольско-Майданский сельсовет.
Расположено в 14 км к югу от Лукоянова и в 160 км к юго-юго-востоку от Нижнего Новгорода.
| 2002 | 2010 |
| ---- | ---- |
| 390  | ↘329 |

## История
Село образовалось в 1851 году в результате выселения части жителей из села Большое Мамлеево.
Государству необходимо было увеличивать посевные площади за счет лесных массивов, расположенных в Лукояновском уезде. По царскому указу село Большое Мамлеево должно было выселить 10 % населения за 20 километров, прямо в лес на новое поселение. Люди добровольно не хотели идти на новое место, где нужно было валить лес, выкорчевывать пни, то есть работа предстояла очень тяжелая и ручная. Тогда решили это сделать по жребию. И выселялось каждое десятое хозяйство.
Жители Малого Мамлеева считались государственными людьми. Они избирали через определенное время старосту. У старосты имелся символ власти- жетон с изображением козырогами. Этот символ означал, что более половины хозяйств на своем подворье держало коз. Коровы были только у зажиточных. Выселилось 40 хозяйств.
В 1901 году была построена церковь, а в 1908 году земская управа открыла школу. К этому времени количество хозяйств увеличилось до 170, и это уже было большое село по тем временам.
Основным занятием селян было сельское хозяйство (выращивали рожь, овес, ячмень, просо и т. д.). Разводили коз, овец, ков, лошадей (у кого были средства и рабочие руки). Зимой занимались подсобным промыслом- работали в лесу.
В 1902 году по землям села прошла железная дорога Нижний Новгород — Красный узел (Ромоданово). Появился ещё один источник дохода местных жителей. Некоторые ушли работать на дорогу постоянно, другие работали сезонно.
В 3 километрах от села была построена станция Николай Дар. Жители села стали заниматься зимним извозом — подвозили на станцию лес.
Революцию 1917 года большинство населения встретило восторженно. Но зажиточная часть села вела агитацию, что без царя будет анархия и беспорядок и что «большевики продали нас немцам». А им было что терять. В их распоряжении были мельница, крупорушка, кузницы. Зажиточную часть поддерживали и служители церкви. Народ в основном был неграмотный и поддавался на агитацию.
В 1918 году из Тольскомайданской волости приехал коммунист Сухарников Г. С., который приказал старосте села Сударикову А. И. созвать сход граждан, на котором он призвал жителей убрать урожай на землях помещика Горина из д. Волчиха и поделить его между бедняками и вдовами, мужья которых погибли в первую мировую и гражданскую войну.
Но кулаки и их подпевалы думали иначе. Они предлагали поделить посевы помещика между всеми. С этим решительно был не согласен Сухарников. За это его арестовали и посадили в амбар, а потом стали жестоко избивать. В селе возник стихийный бунт, который был подавлен только с помощью спецотряда армии. После этого бунта на жителей села была наложена денежная контрибуция, на выплату которой некоторым гражданам пришлось продать своих коров. В 1925 году был организован Маломамлеевский сельский Совет в который вошли села Н-Дар, Гари, Волчиха, Москва. Первым председателем был Варнавин С. А. из с. Гари.
В 1930 году организовали колхоз. В котором вначале числилось 18 хозяйств. Коллективизация проходила тяжело. Главным организатором колхоза был Новиков Александр Григорьевич. Кулаки и их прихлебатели подкупили Зайцева А. С., который и убил организатора. Колхоз с тех пор стал носить имя Новикова. Первым председателем стал Колмаков В. В.
Военное лихолетье жители села прожили трудно, как и вся страна. Люди работали днем и ночью. Сдавали государству практически всю выращенную продукцию, а сами ели хлеб из лебеды. Собирали весной мороженую картошку. На войну ушли все трудоспособные мужчины, более половины не вернулись.
В пятидесятые годы все мелкие окрестные колхозы были объединены в один колхоз им. Новикова. В 1965 году был организован совхоз «Маломамлеевский». Рабочие совхоза зажили лучше и свободнее. Стали регулярно получать денежную плату за свою работу. Стало вестись строительство сельскохозяйственных объектов, мастерских, жилья.
В 2015 году сельскохозяйственные земли вокруг села были приобретены новым собственником, который принялся развивать сельхозпредприятие ООО «Терра». По состоянию на 2021 год ещё не все сельскохозяйственные земли были возвращены в севооборот.
Несмотря на это, многие жители уезжают в поисках работы в города, а большую часть населения составляют люди пенсионного возраста.